# Amblycerus barcenae
Amblycerus barcenae là một loài bọ cánh cứng trong họ Bruchidae. Loài này được Duges miêu tả khoa học năm 1880.